# Johannes Strubbe
Johannes Strubbe (Varsenare, 1 maart 1777 - Koolkerke, 26 augustus 1844) was burgemeester van de Belgische gemeente Koolkerke van 1819 tot 1830.

## Levensloop
Strubbe was een van de tien kinderen van Petrus Strubbe en Regina De Ketelaere.
Hij trouwde in Koolkerke op 5 maart 1810 met Colette Storme. Ze hadden minstens twee kinderen: Jan (1810) en Reine (1812). Colette stierf in Koolkerke op 1 maart 1834. Strubbe hertrouwde in Klemskerke op 11 juli 1837 met Victoire Maelfeyt (Klemskerke, 18 oktober 1803 - Koolkerke, 15 november 1887).

## Burgemeester
Na de stichting van het Verenigd Koninkrijk der Nederlanden werden veel gemeentebesturen vernieuwd. Strubbe nam de opvolging van de stokoude Johannes Peckelbeen.
In 1830 was het weer tijd voor verandering en hij werd opgevolgd door Carolus Slabbinck.